# Chavannes-sur-Suran
Chavannes-sur-Suran era una comuna francesa situada en el departamento de Ain, de la región de Auvernia-Ródano-Alpes, que el uno de enero de 2017 pasó a ser una comuna delegada de la comuna nueva de Nivigne-et-Suran al unirse con la comuna de Germagnat.

## Demografía
| Gráfica de evolución demográfica de Chavannes-sur-Suran entre 1800 y 2014 |
|                                                                           |

Los datos demográficos contemplados en este gráfico de la comuna de Chavannes-sur-Suran se han cogido de 1800 a 1999 de la página francesa EHESS/Cassini, y los demás datos de la página del INSEE.